# Alexandre Barkachov
Alexandre Petrovitch Barkachov (en russe : Алекса́ндр Петро́вич Баркашо́в, né le 6 octobre 1953) est un chef nationaliste russe d'extrême droite qui a fondé l'Unité nationale russe, un parti politique ultranationaliste et une organisation paramilitaire, en 1990.

## Biographie
Né à Moscou, de racines paysannes, le père de Barkachov était électricien et sa mère, infirmière. Barkachov a quitté l'école en 1971 et est entré dans l'armée où il a servi en Biélorussie. Après sa démobilisation, il est retourné à Moscou et a trouvé un emploi dans une station d'énergie thermique souterraine en tant qu'installateur électricien. Bien qu'intéressé par son travail, il était passionné par la lecture de livres sur les grands conquérants de l'histoire (notamment Alexandre le Grand et Gengis Khan), l'apprentissage du karaté (même en créant son propre club) et la fabrication d'armes (arcs et dagues) de ses propres mains.
Barkachov a rejoint le mouvement nationaliste d'extrême droite Pamiat en 1985 et s'est élevé rapidement dans ses rangs. Il a été élu au Conseil central en l'espace d'un an et, en 1989, il n'était devancé que par Dmitri Vassiliev. Le conflit entre Barkachov et Vassiliev a eu pour résultat que Barkachov a dirigé, selon ses termes, « les membres les plus disciplinés et les plus actifs, insatisfaits des paroles creuses et des cascades théâtrales, sortis de Pamyat ». Tout en envisageant de rejoindre d’autres organisations, Barkachov et ses amis ont décidé de créer la leur. Le 16 octobre 1990, Barkachov et quelques dizaines de fidèles se réunirent chez lui dans la rue Doubinine à Moscou et fondèrent "L'unité nationale pour une Russie juste et forte" (bientôt abrégée en "Unité nationale russe" et de manière informelle chez les Barkachovtsy (Barkachovites) : "L'unité" (Yedinstvo)). L'historien Walter Laqueur écrit que Barkachov avait déclaré dans une interview qu'il était nazi.
Pendant la crise constitutionnelle russe de 1993, Barkachov a dirigé les combattants de l'UNR dans leur défense de la Maison-Blanche russe[pas clair] contre les forces de Boris Eltsine. Échappant à une arrestation en fuyant Moscou, Barkachov s'est réfugié dans une datcha proche. Blessé à la cuisse lors d'une promenade nocturne, il a été conduit à l'hôpital où une infirmière l'a reconnu. Il a été emprisonné pour avoir organisé et incité à des troubles de masse et porté illégalement des armes. Début 1994, la Douma nouvellement élue a accordé l'amnistie à Barkachov.
En 1994, Barkachov a publié son livre Azbuka russkogo natsionalista (L'ABC d'un nationaliste russe), qui est devenu la principale source de la plate-forme de l'UNR.
Fin février 1999, un sondage d'opinion a classé Barkachov parmi les 10 personnalités politiques les plus connues de Russie. Barkachov reste le chef de file de l'UNR (qui, après de nombreuses scissions, est souvent définie comme l'"UNR de A.P. Barkashov").
Le 2 décembre 2005, Barkachov et trois de ses partisans ont été arrêtés pour avoir « attaqué un policier ». Selon le communiqué de presse de l'UNR, Barkachov lui-même a été attaqué et blessé par le policier qui a pénétré dans son domicile.
Le 6 novembre 2009, il forma le mouvement "Union des défenseurs de la Russie - Octobre 1993" avec Vladislav Achalov et Stanislav Terekhov, dirigeant de l'Union des officiers.
Pendant la guerre russo-ukrainienne, Barkachov soutient activement les séparatistes soutenus par la Russie. Dans un enregistrement audio du printemps 2014 qui a fait l'objet d'une fuite, Barkachov consulte Dmitri Boitsov, le chef de l'Armée orthodoxe russe. Selon les propos de Barkachov, son propre fils a combattu la colonne des combattants pro-russes contre l'Ukraine.